# (24669) 1988 VV
(24669) 1988 VV est un astéroïde de la ceinture principale d'astéroïdes découvert en 1988.

## Description
(24669) 1988 VV a été découvert le 2 novembre 1988 à Kushiro (Japon) par Seiji Ueda et Hiroshi Kaneda.

### Caractéristiques orbitales
L'orbite de cet astéroïde est caractérisée par un demi-grand axe de 2,35 UA, un périhélie de 2,00 UA, une excentricité de 0,15 et une inclinaison de 4,19° par rapport à l'écliptique. Du fait de ces caractéristiques, à savoir un demi-grand axe compris entre 2 et 3,2 UA et un périhélie supérieur à 1,666 UA, il est classé, selon la JPL Small-Body Database, comme objet de la ceinture principale d'astéroïdes.

### Caractéristiques physiques
(24669) 1988 VV a une magnitude absolue (H) de 14,8 et un albédo estimé à 0,417.